# Lucas da Silva Izidoro
Lucas da Silva Izidoro (Chapecó, Brasil, 24 de febrero de 1996), más conocido como Lucas Mineiro, es un futbolista brasileño que juega como centrocampista en el Cuiabá E. C. del Campeonato Brasileño de Serie B.

## Clubes
| Club                         | País     | Año       |
| ---------------------------- | -------- | --------- |
| Villa Nova A. C.             | Brasil   | 2015      |
| Chapecoense                  | Brasil   | 2016-2021 |
| A. A. Ponte Preta (cedido)   | Brasil   | 2018      |
| C. R. Vasco da Gama (cedido) | Brasil   | 2019      |
| A. A. Ponte Preta (cedido)   | Brasil   | 2019      |
| Cerezo Osaka (cedido)        | Japón    | 2020      |
| Gil Vicente F. C. (cedido)   | Portugal | 2020-2021 |
| S. C. Braga                  | Portugal | 2021-     |
| K. V. C. Westerlo (cedido)   | Bélgica  | 2022-2023 |
| Cuiabá E. C. (cedido)        | Brasil   | 2023-     |

## Palmarés

### Títulos regionales
| Título                 | Club        | Estado         | Año  |
| ---------------------- | ----------- | -------------- | ---- |
| Campeonato Catarinense | Chapecoense | Santa Catarina | 2016 |
| Campeonato Catarinense | Chapecoense | Santa Catarina | 2017 |